# 프리즈비 (미주리주)
프리즈비(Frisbee)는 미국 미주리주 덩클린 군에 속하고 있는 비법인지구이다. 그래서 이 마을이 기원하게 된 배경은 맨리(Manley)라는 이름이 변형된 상태로 지어져 있는 것으로 드러나고 있다. 그리고 이 도시의 이름이 철도 노동자인 미스터 프리즈비(Mr. Frisbee)라는 명칭을 명명한 형태로 작명하게 된 사실로 드러나고 있다.